# Jacques Tréfouël
Jacques Tréfouël (Le Raincy, 9 novembre 1897 – Parigi, 11 luglio 1977) è stato un chimico e farmacologo francese.

## Biografia
Dopo la laurea all'Università di Parigi e la partecipazione alla prima guerra mondiale, per la quale ottenne una decorazione, nel 1920 entrò all'Istituto Pasteur dove venne nominato assistente del Laboratoire de Chimie thérapeutique (Laboratorio di Chimica terapeutica, LCT) diretto da Ernest Fourneau. L'anno dopo, sposò Thérèse Tréfouël.
Iniziò la sua carriera di ricercatore con lo studio del composto 205 Bayer, un farmaco attivo contro la Tripanosomiasi. Dopo la nomina a chef de service del LCT nel 1928, si dedicò allo studio di numerose sostanze fra le quali i composti arsenicali, attivi contro la sifilide, o i composti chinolinici, attivi contro la malaria. La sua fama è legata agli studi, effettuati in collaborazione con Daniel Bovet e Federico Nitti, che hanno portato al chiarimento del meccanismo d'azione dei sulfamidici.
Dal 1940 al 31 dicembre 1964 è stato direttore dell'Istituto Pasteur. Durante la guerra aiutò Federico Nitti a mettere in atto un deposito di farmaci destinati alla Resistenza. In pensione dal 1965, fu nominato direttore onorario del Pasteur, carica che mantenne fino alla morte, avvenuta nel 1977.